# Andreas Amrhein

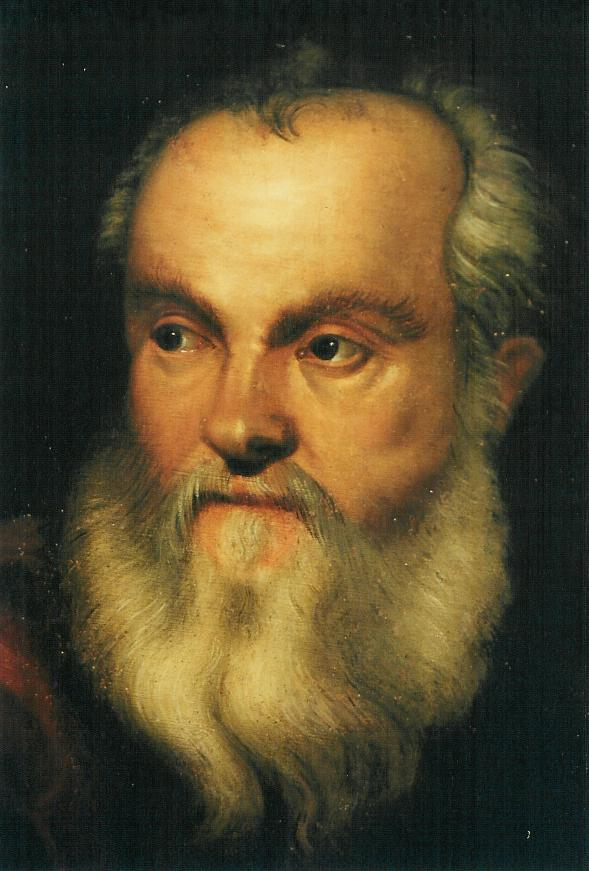
Andreas Amrhein

Andreas Amrhein OSB (* 4. Februar 1844 in Gunzwil als Josef Georg Amrhein; † 29. Dezember 1927 in Sankt Ottilien) war ein Schweizer Geistlicher, Benediktinermönch der Erzabtei Beuron und Klostergründer von Sankt Ottilien.

## Leben
Josef Amrhein wurde als Sohn eines Landwirtes geboren. Er besuchte die Schule in Beromünster, anschließend in Luzern. Noch vor Abschluss des Gymnasiums wurde er 1862 sehr schwer krank. Er musste die Schule abbrechen und ging nach Florenz, wo er sich zum Maler ausbildete. Ab 1865 setzte er seine Lehrzeit als Künstler in Paris fort; Studienaufenthalte in Neuenburg und Luzern schlossen sich an. Die Predigten des Schweizer Jesuiten Peter Roh bei einer Volksmission und zwei religiöse Erlebnisse führten dazu, dass Josef Amrhein sich immer mehr mit religiösen Fragen und Themen beschäftigte. Im Herbst 1868 nahm er das Studium der Theologie an der Eberhard Karls Universität in Tübingen auf.
1870 trat er in das Kloster Beuron und damit in den Orden der Benediktiner ein. Dabei nahm er den Ordensnamen Andreas an. Seine Vorstellung, benediktinisches Leben und Missionstätigkeit zu verbinden, konnte er in der Beuroner Kongregation nicht verwirklichen. Nach einer ersten Gründung 1884 in Reichenbach wurde die Gemeinschaft 1887 nach Emming verlegt. Bereits im selben Jahr konnte er eine erste Gruppe von Mönchen als Missionare nach Afrika entsenden. 
Ihm lag daran, dass die Mission sich nicht auf die Verkündigung des Evangeliums beschränkte, sondern in das alltägliche Leben hineinwirkte. Deshalb war für ihn der Beitrag der Laienbrüder als Handwerker, Bauern, Lehrer, Ärzte usw. unerlässlich.
Das Kloster nannte sich nach dem Wallfahrtsort Sankt Ottilien (der Ortsname Emming wurde 1904 aufgegeben). Der Klausurbereich des Klosters wurde nach Plänen von Amrhein ab 1892 im neugotischen Stil errichtet. Amrhein leitete die Benediktinerkongregation von St. Ottilien bis 1895 als erster Generalsuperior.
1895 erlitt Amrhein eine persönliche Krise und erfuhr einen Zusammenbruch; mehr als zwanzig Jahre lang hielt er sich außerhalb eines Klosters auf und arbeitete teilweise (nach 1907) als Illustrator des Katechismus für das Bistum Rottenburg. 1923 kehrte er in das Kloster St. Ottilien zurück und lebte dort bis zu seinem Tod.
Amrhein war Mitglied der katholischen Studentenverbindung AV Guestfalia Tübingen im Cartellverband der katholischen deutschen Studentenverbindungen.

## Schriften und künstlerisches Werk
- Der Gründer. Schriften. EOS-Verlag, Sankt Ottilien 2006, ISBN 3-8306-7239-X.
- Der Gründer. Briefe. EOS-Verlag, Sankt Ottilien 2010, ISBN 978-3-8306-7420-7.
  - Band 1: Briefe von 1866–1889.
  - Band 2: Briefe von 1890–1927.
- Der Gründer. Kunst und Technik. EOS-Verlag, Sankt Ottilien 2012, ISBN 978-3-8306-7559-4.